# Распопин, Пётр Фёдорович
Пётр Фёдорович Распопин (2 января 1915 — после сентября 1941) — Герой Советского Союза (1940). Лейтенант. Участник Польской кампании 1939-го года, Советско-финской и Великой Отечественной войн.

## Биография
Пётр Фёдорович Распопин родился 2 января 1915 года в деревне Цыганы Нолинского уезда Вятской губернии Российской империи (ныне деревня Советского района Кировской области в крестьянской семье. Русский.

Строительство Уфалейского никелевого завода. 1932 год

Пётр Фёдорович был старшим ребёнком в семье Распопиных. Его отец часто уезжал на заработки, и подросток брал на себя заботы о семейном крестьянском хозяйстве. Поэтому в родной деревне Пётр Фёдорович окончил только начальную школу. В 1930 году его отец завербовался на строительство Уфалейского никелевого завода и вскоре перевёз семью в Верхний Уфалей. Отец и сын Распопины вместе участвовали в строительстве завода, а затем работали на производстве. Пётр Фёдорович по вечерам учился на рабфаке и окончил его с отличием. Молодой человек успевал активно заниматься в кружках Осоавиахима, и эти занятия вызвали его интерес к военной службе. В 1937 году по направлению военкомата П. Ф. Распопин уехал в Одессу и поступил в Одесское военное пехотное училище имени К. Е. Ворошилова, по окончании которого в 1939 году начал строевую службу в Белоруссии. В сентябре 1939 года Пётр Фёдорович в составе Белорусского фронта принимал участие в освободительном походе в Западную Белоруссию и Западную Украину. С началом Советско-финской войны лейтенант П. Ф. Распопин написал рапорт о переводе в боевую часть и зимой 1940 года был направлен командиром стрелкового взвода в 329-й стрелковый полк 70-й стрелковой дивизии 7-й армии Северо-Западного фронта.

Схема линии Маннергейма

Финский ДОТ на линии Маннергейма

К середине декабря 1939 года части 7-й армии преодолели предполье и вышли к первой оборонительной полосе линии Маннергейма. Однако взять сходу финские укрепления Красной Армии не удалось. Временно перейдя к обороне, советские войска начали подготовку к генеральному штурму финских позиций на Карельском перешейке. К моменту прибытия лейтенанта П. Ф. Распопина к новому месту службы 70-я стрелковая дивизия занимала оборонительные рубежи у озера Куолемаярви напротив Кархульского узла линии Маннергейма. Личный состав дивизии занимался напряжённой боевой учёбой, и Пётр Фёдорович включился в учебный процесс. Особое внимание уделялось уничтожению вражеских ДОТов. Приёмы взятия долговременных огневых точек бойцы дивизии отрабатывали на финских ДОТах и ДЗОТах, захваченных ранее в районе Меллола. В этом компоненте значительных успехов добился взвод лейтенанта Распопина.
Наступление Красной Армии началось 11 февраля 1940 года. В первый день штурма линии Маннергейма подразделения 70-й стрелковой дивизии овладели первой линией финских траншей и взяли важную высоту 34,8. 329-й стрелковый полк глубоко вклинился во вражескую оборону, но его дальнейшее продвижение было остановлено шквальным огнём вражеского ДОТа в районе населённого пункта Сеппяля. Уничтожение вражеской огневой точки было поручено взводу лейтенанта П. Ф. Распопина, усиленному группой сапёров. 12 февраля 1940 года взвод Петра Фёдоровича под прикрытием артиллерийского огня начал выдвижение к ДОТу. Едва советские бойцы преодолели проволочное заграждение, как финны открыли шквальный огонь. Взвод залёг в снегу, а его командир был ранен в руку. Быстро перевязав себя, Распопин вновь повёл своих солдат в атаку. Передвигаясь короткими перебежками и стремительными бросками, бойцы постепенно приближались к огневой точке. На середине пути Пётр Фёдорович был сражён пулемётной очередью. Одна пуля попала ему в ногу, вторая ранила уже упавшего командира взвода в спину. Атака грозила захлебнуться. Превозмогая боль и истекая кровью, Распопин поднял своих бойцов и личным примером увлёк их за собой. Четвёртая пуля, попавшая в голову, остановила советского офицера, но его взвод достиг вражеских укреплений и выполнил поставленную боевую задачу. Санитары вынесли тяжело раненого лейтенанта с поля боя и эвакуировали в госпиталь. «За образцовое выполнение боевых заданий командования на фронте борьбы с финской белогвардейщиной и проявленные при этом отвагу и геройство» указом Президиума Верховного Совета СССР от 21 марта 1940 года лейтенанту Распопину Петру Фёдоровичу было присвоено звание Героя Советского Союза.
В результате полученных во время Зимней войны ранений Пётр Фёдорович длительное время лечился в госпитале. После возвращения в строй он получил направление в Винницу на должность командира взвода 680-го стрелкового полка 169-й стрелковой дивизии.
В июне 1941 года после начала Великой Отечественной войны лейтенант Распопин подал заявление о приёме в ВКП(б) В сражениях Великой Отечественной лейтенант П. Ф. Распопин участвовал с 18 июля 1941 года на Южном фронте. Первый бой с немецко-фашистскими захватчиками и их румынскими союзниками Пётр Фёдорович принял на реке Прут в районе молдавского села Липканы. Затем с боями отступал через всю Украину к Днепру: участвовал в обороне Ямполя и Первомайска, был в окружении под Уманью, но сумел в составе дивизии вырваться из уманского котла. С августа и до начала сентября 1941 года 169-я стрелковая дивизия удерживала плацдарм на правом берегу Днепра в районе Горностаевки, затем была выведена на левый берег реки и передана в состав 38-й армии Юго-Западного фронта. Во время обороны Днепропетровска в ожесточённых сентябрьских боях в Амур-Нижнеднепровском районе города лейтенант П. Ф. Распопин пропал без вести.

## Награды
- Медаль «Золотая Звезда» (21.03.1940);
- орден Ленина (21.03.1940).

## Память
- Именем Героя Советского Союза П. Ф. Распопина названа улица в городе Верхний Уфалей Челябинской области.
- Мемориальная доска в честь Героя Советского Союза П. Ф. Распопина установлена на здании Уфалейского никелевого завода.
- Имя Героя Советского Союза П. Ф. Распопина увековечено на мемориале Героев в посёлке Каменка Выборгского района Ленинградской области.
- Имя Героя Советского Союза П. Ф. Распопина увековечено на мемориальной доске Героев Советского Союза — уроженцев Кировской области в парке Дворца пионеров в городе Кирове.

## Документы
- Общедоступный электронный банк документов «Подвиг Народа в Великой Отечественной войне 1941—1945 гг.» Дата обращения: 25 октября 2013. Архивировано из оригинала 13 марта 2012 года.

Представление к званию Героя Советского Союза.
- Обобщённый банк данных «Мемориал».

ЦАМО, ф. 33, оп. 11458, д. 469.
ЦАМО, ф. 33, оп. 563783, д. 17.
ЦАМО, ф. 33, оп. 746923, д. 70.